# Lactucopikrin
Lactucopikrin (veraltet Intybin) ist ein Bitterstoff. Chemisch handelt es sich um ein Sesquiterpenlacton. Neuere Laboruntersuchungen zeigen eine Wirksamkeit gegen Malaria und im Mausmodell einen schmerzstillenden Effekt.

## Vorkommen

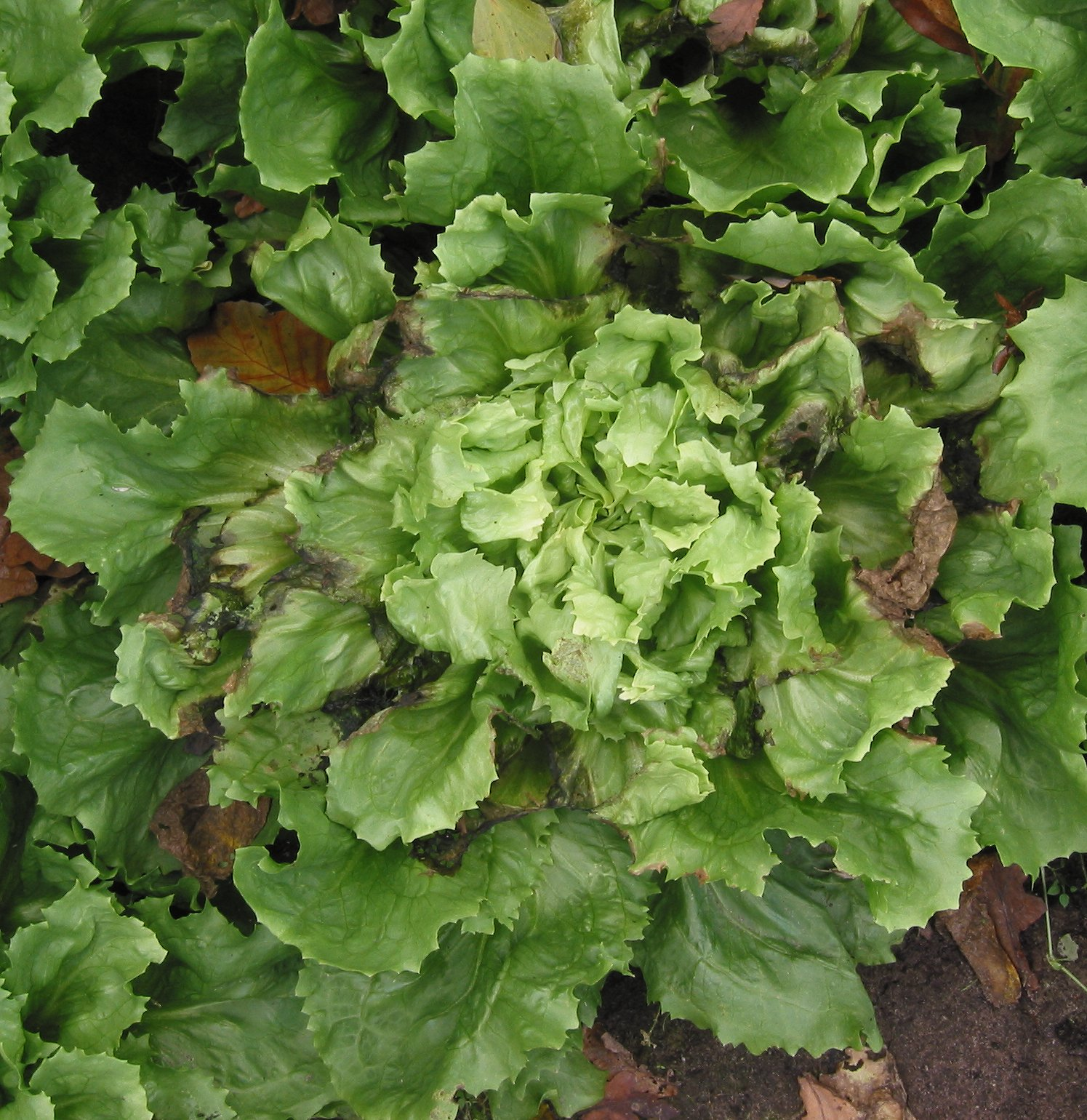
Endivie (Cichorium endivia)

Der Naturstoff ist beispielsweise in Lattich-Arten, Endivie, sowie Radicchio und Chicorée enthalten.

## Eigenschaften
Der spezifische Drehwert des Lactucopikrins beträgt −67,3° (in Pyridin bei 17,5 °C).